# Heartbreak Girl
Heartbreak Girl (engelska: Heavy Petting) är en amerikansk långfilm från 2007 i regi av Marcel Sarmiento, med Malin Akerman, Brendan Hines, Mike Doyle och Kevin Sussman i rollerna.

## Handling
Charlie (Brendan Hines) träffar sin drömkvinna Daphne (Malin Akerman). Men han måste tävla om Daphnes uppmärksamhet med hennes hund Babydoll. Charlie inser snart att det är Babydoll han gillar mest - och att han försöker hålla igång förhållandet med Daphne för att tillbringa mer tid med hunden han gillar så mycket.

## Rollista
| Malin Akerman | – Daphne  |
| Brendan Hines | – Charlie |
| Mike Doyle    | – James   |
| Kevin Sussman | – Ras     |